# Охурей

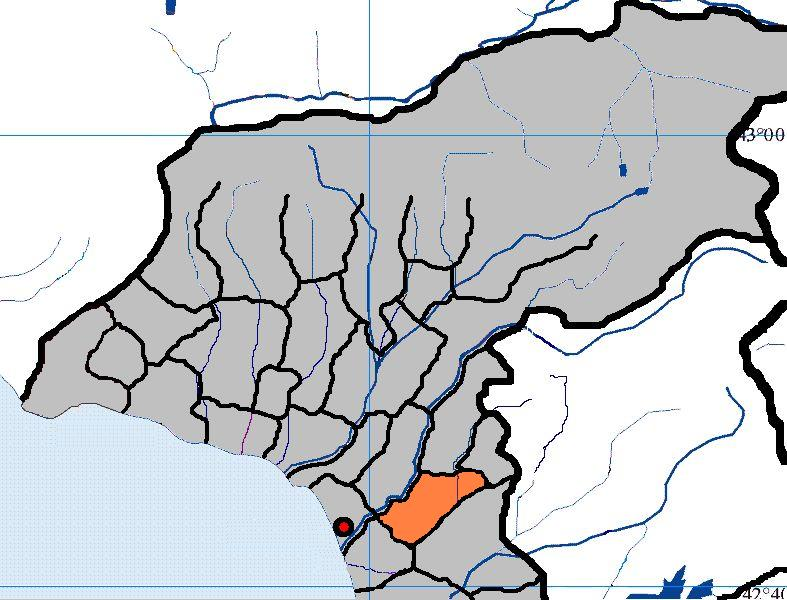
Расположение села Охурей

Охуре́й — (абх. Ахәри, произносится Ахуры́й, груз. ოხურეი) село в Очамчирском районе Абхазии. Расположено в равнинной полосе к востоку от райцентра Очамчира между реками Галидзга и Охурей. Абхазскими властями в качестве официального названия на русском языке в настоящее время часто используется форма Ахури. В административном отношении территория села входит в состав Пакуашской сельской администрации (ранее представляло собой отдельную Охурейскую сельскую администрацию (абх. Ахәри ақыҭа ахадара), в прошлом Охурейский сельсовет).

## Границы
На севере Охурей граничит с сёлами Пакуаш и Река; на востоке — с селом Ачигвара по реке Охурей; на юге — с Илором; на западе — граничит с селом Баслаху.

## Население
Население Охурейского сельсовета по данным переписи 1989 года составляло 1692 человека. Нынешний этнический состав — преимущественно абхазы.
В XIX веке село входило в состав Илорской сельской общины. По данным переписи 1886 года, все жители села были записаны этническими «самурзаканцами», хотя территориально Охурей не входил в Самурзаканский участок.
В 1926 году 75,2 % жителей села записались грузинами, 24,8 % — абхазами. При этом процент жителей Охурея, указавших в качестве родного языка мегрельский и абхазский соответственно, практически идентичен процентному раскладу при этническом самоопределении, тогда как в ряде соседних селений — Илор, Царча, Чхуартал, Окум и т. д. — была довольно высока доля этнических абхазов с родным языком мегрельским. В дальнейшем основная часть охурейских абхазов ассимилируется в мегрельской среде.
В 1930 году в Абхазии состоялась административная реформа, заменившая старые уезды на районы, и была проведена новая граница между Очамчирским и Гальским районами. В состав Охурейского сельсовета вошёл посёлок Акуараш, ранее находившийся в Гальском уезде.
В сталинский период в Охурее расселяют довольно значительное количество сванских крестьян, выселенных из Карачая. Таким образом, к началу 1990-х годов Охурей представлял собой грузинское село с абхазским меньшинством в посёлке Акуараш. После окончания грузино-абхазской войны всё местное сванское население, а также большая часть мегрельского, покидает село.
Сегодня большинство дворов в селе заброшены, население крайне немногочисленное.
| Год переписи | Число жителей       | Этнический состав                     |
| ------------ | ------------------- | ------------------------------------- |
| 1886         | в составе села Илор | самурзаканцы 100%                     |
| 1926         | 420                 | грузины 75,2%; абхазы 24,8%           |
| 1959         | 1.144               | грузины (нет точных данных)           |
| 1989         | 1.692               | грузины, абхазы 21% в посёлке Акуараш |

## Историческое деление
Село Охурей исторически подразделяется на 3 посёлка (абх. аҳабла):
- Акуараш
- Ахури-Агу (собственно Охурей)
- Илорган (Елырган)

## Использованная литература
1. Кварчия В. Е. Историческая и современная топонимия Абхазии (Историко-этимологическое исследование). — Сухум: Дом печати, 2006—328 с.
2. Кәарҷиа В. Е. Аҧсны атопонимика. — Аҟәа: 2002. — 686 д. (абх.)